# Germania secunda

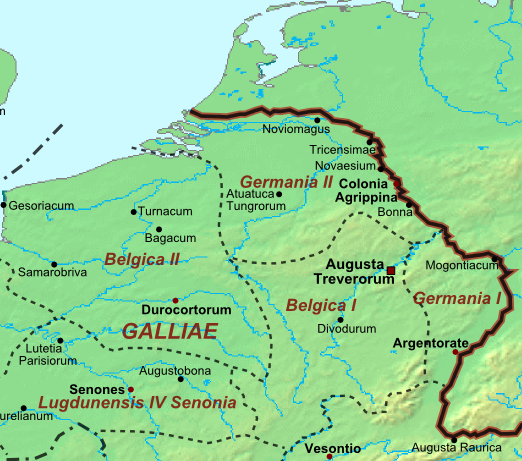
Germania secunda inmitten der anderen Provinzen des Imperium Romanum

Die Germania secunda (auch: Germania II) war eine römische Provinz in der Spätantike. Sie ging auf die Provinz Germania inferior („Niedergermanien“) zurück, die im späten 1. Jahrhundert n. Chr. aus einem bisher militärisch verwalteten Grenzgebiet Galliens am Niederrhein entstand und von der Provinz Gallia Belgica durch die Mündung der Schelde getrennt war. 
Die Germania secunda wurde im frühen vierten Jahrhundert im römischen Staatshandbuch Notitia dignitatum als im Bereich des unteren Rheins gelegen beschrieben und von einem consularis genannten Statthalter verwaltet. Verwaltungssitz des Statthalters war die Colonia Claudia Ara Agrippinensium (Köln).